# Sonia Almarcha
Sonia Almarcha (El Pinós, 1972) és una actriu espanyola de cinema, teatre i televisió, coneguda per la seva participació a La soledat o El buen patrón. Per aquesta última va resultar nominada al Premio Goya a la millor interpretació femenina de repartiment.

## Filmografia seleccionada

### Cinema
| Any  | Pel·lícula                 | Director                  | Personatge      |
| ---- | -------------------------- | ------------------------- | --------------- |
| 2000 | Las razones de mis amigos  | Gerardo Herrero           | María Luisa     |
| 2007 | La soledat                 | Jaime Rosales             | Adela           |
| 2010 | El dios de madera          | Vicente Molina Foix       | Amelia          |
| 2010 | Amador                     | Fernando León de Aranoa   | Yolanda         |
| 2012 | Orson West                 | Fran Ruvira               | Sonia           |
| 2016 | La puerta abierta          | Marina Seresesky          | Juana           |
| 2017 | Amar                       | Esteban Crespo            | Madre de Carlos |
| 2018 | El reino                   | Rodrigo Sorogoyen         | Susana          |
| 2019 | La innocència              | Lucía Alemany             | Remedios        |
| 2019 | Lo nunca visto             | Mariana Seresesky         | Puri            |
| 2021 | El buen patrón             | Fernando León de Aranoa   | Adela           |
| 2024 | Marco, la verdad inventada | Aitor Arregi i Jon Garaño | Clara           |

### Televisió
| Any       | Sèrie                            | Personatge      | Núm d'episodis |
| --------- | -------------------------------- | --------------- | -------------- |
| 1996      | ¡Ay, Señor, Señor!               | Chica 1         | 1 episodi      |
| 1998      | Señor Alcalde                    | Paloma          | 1 episodi      |
| 1998      | Quítate tú pa' ponerme yo        | Estíbaliz       | 13 episodis    |
| 2001      | Abogados                         | Eva Rovira      | 4 episodis     |
| 2004      | La sopa boba                     | Pamela          | 7 episodis     |
| 2006-2007 | El pasado es mañana              | Aurora Arce     | 7 episodis     |
| 2006-2007 | Génesis, en la mente del asesino | Laura           | 22 episodis    |
| 2010      | Acusados                         | Teresa Llorente | 12 episodios   |
| 2011      | Crematorio                       | Lola            | 8 episodis     |
| 2012-2013 | El don de Alba                   | Luna            | 5 episodis     |
| 2014      | Hermanos                         | Jimena Olmedo   | 6 episodis     |
| 2015-2016 | Vis a vis                        | Lidia Osborne   | 7 episodis     |
| 2017-2018 | Amar es para siempre             | Matilde         | 30 episodis    |
| 2018      | El ministerio del Tiempo         | Sor Azucena     | 1 episodi      |
| 2021      | Reyes de la noche                | Almudena        | 6 episodis     |
| 2022      | Heridas                          | [ 7 ]           |                |

## Premis
Premis Goya
| Any  | Categoria                                    | Pel·lícula     | Resultat |
| ---- | -------------------------------------------- | -------------- | -------- |
| 2021 | Millor interpretació femenina de repartiment | El buen patrón | Pendent  |

Premis de la Unión de Actores
| Any  | Categoria                              | Pel·lícula     | Resultat   |
| ---- | -------------------------------------- | -------------- | ---------- |
| 2022 | Millor actriu secundària en cinema     | El buen patrón | Nominada   |
| 2019 | Millor actriu de repartiment en cinema | El reino       | Nominada   |
| 2013 | Millor actriu protagonista de cinema   | Orson West     | Nominada   |
| 2008 | Millor actriu revelació                | La soledat     | Guanyadora |

Medalles del Cercle d'Escriptors Cinematogràfics
| Any  | Categoria                | Pel·lícula     | Resultat |
| ---- | ------------------------ | -------------- | -------- |
| 2021 | Millor actriu secundària | El buen patrón | Pendent  |